# Fondeadero Rowett
Fondeadero Rowett (spanisch) ist ein 18 m tiefer Naturhafen an der Südküste von Elephant Island im Archipel der Südlichen Shetlandinseln. Er liegt nordöstlich von Rowett Island und unmittelbar östlich des Cape Lookout.
Chilenische Wissenschaftler benannten ihn in Anlehnung an die Benennung der gleichnamigen Insel. Deren Namensgeber ist John Quiller Rowett (1874–1924), ein britischer Geschäftsmann und Finanzierer der Quest-Expedition (1921–1922) unter der Leitung des britischen Polarforschers Ernest Shackleton.